# Adolf Trotz
Adolf Trotz, né le 6 septembre 1895 à Janów en Silésie et mort à une date indéterminée après mai 1936, est un réalisateur et scénariste allemand.

## Biographie
Adolf Trotz fit l'essentiel de sa carrière en Allemagne avant de s'exiler en France puis en Espagne avec la montée du nazisme. On perd sa trace après la sortie de son dernier film Sinfonia vasca en mai 1936.

## Filmographie
Réalisateur
- 1920 : Peters Erbschaft
- 1922 : Wer bist du ?
- 1923 : Glanz gegen Glück
- 1925 : Die Stadt der Millionen (documentaire)
- 1927 : Der Fluch der Vererbung
- 1927 : Überfall
- 1928 : Der Henker
- 1928 : Sechzehn Töchter und kein Papa
- 1929 : Somnambul
- 1929 : Le Droit de ceux qui ne sont pas encore nés (Das Recht der Ungeborenen)
- 1929 : Die Frau im Talar
- 1929 : Jugendtragödie
- 1930 : Tango d'amour (Karriere)
- 1930 : Es kommt alle Tage vor...
- 1931 : Der Bergführer von Zakopane
- 1931 : Elisabeth von Österreich (de)
- 1931 : Schützenfest in Schilda
- 1932 : Raspoutine[1] (Rasputin, Dämon der Frauen)
- 1933 : Wege zur guten Ehe
- 1933 : Tatras Zauber
- 1934 : L'Amour qu'il faut aux femmes
- 1934 : Pasa el amor
- 1934 : Atala
- 1935 : Nuevas rutas (documentaire)
- 1936 : Sinfonia vasca (documentaire)

Scénariste
- 1923 : Glanz gegen Glück
- 1933 : Wege zur guten Ehe
- 1934 : L'Amour qu'il faut aux femmes